# 朱山石刻
朱山石刻，位于中国河北省邯郸市永年区吴庄朱山，为邯郸市永年县的一个全国重点文物保护单位，类型为石刻，公布时间为2013年5月。
朱山石刻的历史年代为后赵。